# Elfhelm
En el Universo Imaginario de J. R. R. Tolkien, Elfhelm es un Rohir y Mariscal de la Marca. Participó en la Primera Batalla de los Vados del Isen junto a Grimbold y Théodred, en donde este último recibió la muerte. Elfhelm logró sacar parte de las tropas para participar en la Segunda Batalla de los Vados del Isen, en donde fue nuevamente derrotado, junto a Grimbold.
Luego retornó al Abismo de Helm, junto a una tropa comandada por Gandalf y Erkenbrand, para luchar en la Batalla de Cuernavilla en donde el ejército de Saruman fue completamente derrotado. 
Marchó a Minas Tirith capitaneando el éored en el que cabalgaban Merry y Éowyn hacia Gondor con el ejército de Rohan. Si bien sabía de la existencia del hobbit, oculto en la grupa del caballo de Éowyn, nunca descubrió a Merry ante el rey, quizás por devoción a la hermana de Éomer.
Luchó al lado de su Rey en la Batalla de los Campos del Pelennor y luego quedó a cargo de una tropa de mil hombres en la custodia de Minas Tirith, cuando el ejército marchó a Morannon.
Al terminar la Guerra del Anillo ascendió a Mariscal de la Marca Este.
| Predecesor: Éomer | Cuarto Mariscal de la Marca 3019 T. E. - ¿? | Sucesor: Desconocido |